# Carlota Pérez
Carlota Pérez (Caracas, 20 de setembre de 1939) és una investigadora veneçolana experta en tecnologia i en desenvolupament socioeconòmic. És coneguda, especialment, pel seu concepte de canvi de paradigma tecnoeconòmic i la seva teoria sobre grans cicles de desenvolupament, una reelaboració de les ones de Nikolai Kondràtiev. Des de 2006, Pérez és professora de Tecnologia i Desenvolupament Socioeconòmic a la Universitat Tècnica de Tallinn, a Estònia.
L'any 2000 va cofundar The Other Canon Foundation, una xarxa internacional i centre de recerca en economia heterodoxa, amb, entre d'altres, Erik Reinert.

## Pensament
Pérez és una economista de tall neoschumpeterià i deixebla de Christopher Freeman, amb qui va col·laborar estretament. Els seus articles, a partir dels primers anys de la dècada del 1980, han contribuït a la comprensió de la relació entre les innovacions bàsiques, el canvi tecnològic i institucional i el desenvolupament econòmic.
En la seva teoria, Pérez proposa que les revolucions tecnològiques, les quals són impulsades per noves tecnologies, presenten patrons de trajectòria àmpliament similars entre elles. En el desenvolupament de les revolucions tecnològiques hi participen certs elements, actors i esdeveniments. A més, cada revolució desencadena processos d'assimilació i canvi que impacten en tots els sectors i activitats tant econòmiques com socials. Des de 1771 fins avui les societats han experimentat cinc revolucions. Actualment ens trobem en la cinquena revolució tecnològica impulsada per les tecnologies de la informació i la comunicació.
El 1985 va introduir el concepte de «paradigma tecnoeconòmic» on examina com els nous principis organitzatius i tecnològics componen un marc de bones pràctiques que, alhora, permeten incorporar i utilitzar, de la manera més eficaç, les noves tecnologies que desplega una revolució tecnològica. De la mateixa manera, el paradigma tecnoeconòmic també guia la reorganització i la productivitat de les indústries que provenen de la revolució anterior, donant espai a la modernització i al rejoveniment de les economies i les societats.
Els períodes que conformen les onades de desenvolupament de les revolucions tecnològiques són dos. El primer és el període d'instal·lació i el segon és el període de desplegament. Entre ells succeeix un espai de transició conegut com a turning point.
Cada revolució tecnològica comença amb la introducció d'una nova tecnologia que, amb l'ajuda del capital financer, irromp als mercats durant el període d'instal·lació. Com a conseqüència d'aquesta introducció tenen lloc dos esdeveniments durant el primer període de la revolució: les bombolles econòmiques (tecnològiques i per excés de liquiditat) i les crisis, com a resposta a aquestes bombolles. La recessió que prossegueix està marcada per la desigualtat social, la deslegitimació de les institucions i la desocupació. Les dues fases que componen aquest període són: la fase d'irrupció i la fase de frenesí.
Aquests esdeveniments donen pas al turning point, espai de transició que incrementa la distància entre el capital financer i el productiu, però també lliura oportunitats per assolir l'esplendor de la revolució tecnològica en curs.
Durant el darrer període, ambdós capitals es reacoblen i expandeixen el «nou sentit comú» que liderarà el paradigma tecnoeconòmic. Aquest procés de difusió i adopció no passa sense resistència i està marcat per canvis vertiginosos i disruptius. En els primers anys del període de desplegament, els estats adquireixen rellevància a través de l'atorgament de fons públics per invertir en el desenvolupament de noves tecnologies.